# Lightsaber
Lightsaber è un singolo del gruppo musicale sudcoreano EXO, pubblicato il 15 novembre 2015 come primo estratto dal quarto EP Sing for You.

## Descrizione
Il singolo nasce come collaborazione con Guerre stellari, ed è stato successivamente incluso sia nella versione coreana che in quella inedita cinese dell'EP natalizio Sing for You.
La versione giapponese è stata pubblicata il successivo 17 dicembre dalla Avex Trax e incluso nell'album in lingua giapponese Countdown.

## Classifiche
| Classifica (2013) | Posizione massima |
| ----------------- | ----------------- |
| Corea del Sud     | 9                 |